# ایفا ماریا ماینکه
ایفا ماریا ماینکه (آلمانی: Eva Maria Meineke؛ ۸ اکتبر ۱۹۲۳ – ۷ مهٔ ۲۰۱۸) بازیگر اهل آلمان بود.
از فیلم‌ها یا برنامه‌های تلویزیونی که وی در آن نقش داشته‌است می‌توان به خانه زنان، محاکمه، عقاید یک دلقک و وسوسه اشاره کرد.